# Michel De Groote
Michel De Groote (Watermaal-Bosvoorde, 18 oktober 1955) is een oud-voetballer uit België.
De Groote begon op jonge leeftijd te voetballen in Ruisbroek, de club waar ook Jef Jurion zijn voetbalcarrière begon. Maar in 1970, De Groote was toen 15 jaar, werd hij al ontdekt door RSC Anderlecht en dus ging de linksachter van Ruisbroek spelen voor Anderlecht.
In 1975 maakte De Groote zijn debuut in het A-elftal van Anderlecht. De Groote speelde goed en vaak bij Anderlecht maar vertrok in 1977 toch voor twee seizoenen naar Club Luik. Daar deed De Groote veel ervaring op en kwam uiteindelijk in 1979 terug naar RSC Anderlecht. Vervolgens speelde de verdediger 10 seizoenen voor Anderlecht en werd met de club 4 keer landskampioen. In 1983 won hij met Anderlecht de UEFA-Cup.
In 1989 trok De Groote naar AA Gent. Daar verbleef hij drie seizoenen. In 1992, De Groote was toen 37 jaar, besloot De Groote om nog één jaartje te voetballen. Hij deed dit bij Avenir Lembeek, dat toen in de Derde Klasse speelde. In 1993 stopte hij dus met voetballen.
Michel De Groote speelde in totaal ook 4 keer voor de nationale ploeg van België.

## Erelijst
Anderlecht
- UEFA Cup

1983